# Sporthal Sportlaan
Sporthal Sportlaan is een sporthal in Den Helder. Het werd in 1964 geopend als eerste particuliere sporthal van Nederland. Voor de realisatie werd 250.000 gulden ingezameld onder de Helderse bevolking. Er hielpen meer dan 150 burgers in hun vrije tijd bij de bouw van de sporthal om kosten te besparen. Het gebouw staat op de locatie waar tot in de jaren 1950 voetbalvelden van HRC, SV Watervogels en HFC Helder lagen.
Tot en met 2023 was de sporthal de thuisbasis van damesbasketbalteam Den Helder SUNS (dames) die er zestien landskampioenschappen wonnen. Ook het herenbasketbalteam, zesvoudig landskampioen, Den Helder SUNS (heren) maaktte van 1981–1985 en van 2017–2023 gebruik van de sporthal. Op 23 december 2023 werd de laatste basketbalwedstrijd in het hal gespeeld. De hal is ook gebruikt voor wedstrijden van het Nederlandse herenbasketbalteam; Nederland - Israël in 1982, en van het Nederlandse damesbasketbalteam; Nederland - Polen in 1985.
In 2021 werd bekend dat eigenaar Woningstichting Den Helder had besloten het sport- en evenementencentrum van Quelderduyn te verbouwen en Sporthal Sportlaan te slopen ten behoeve van woningbouw. In december 2023 werd de hal aanvankelijk voor het laatst gebruikt en anno 2024 wachtte de sloop. Een gevelsteen in de kantine ter ere van de vier initiatiefnemers van de hal werd in mei 2024 verwijderd en overgedragen aan de lokale historische Stichting Afgestoft. In oktober 2024 werd bekend dat sloop op de lange termijn werd geschoven en de hal voor zeker tien jaar in gebruik zal worden genomen als hal met vijf padelbanen.
Naast basketbal werd de sporthal ook gebruikt voor andere sporten, zoals zaalvoetbal. Het Rozeboomtoernooi, een zaalvoetbaltoernooi voor het goede doel, werd 51 keer gehouden. In 1994 werden er tafeltenniswedstrijden tussen Nederland - Hongarije om de Europese Superliga gespeeld. Het eerste wereldkampioenschap rhönradturnen werd in 1995 in de hal gehouden.
De sporthal is ook gebruikt voor popconcerten. Op 9 mei 1966 gaven The Kinks een concert in de sporthal waarbij onder andere The Motions in het voorprogramma optraden. In 1967 traden The Golden Earrings er op.